# Pelit
Pelit («juegos») es una revista de videojuegos finlandesa distribuida en Helsinki, Finlandia.

## Historia
Pelit comenzó en 1987 como un número anual extra de MikroBitti y C-lehti dedicado únicamente a los juegos. Otro número anual fue distribuido en 1988, y en 1989 se volvió semestral (dos veces por año). En 1992, el personal del libro de juegos de computadora semestral lanzó Pelit como una revista completa.
Su diseño y contenido han sido revisados ocasionalmente a lo largo de los años. Las guías de juegos fueron abandonadas cuando los juegos de rol y aventura pasaron de moda. Un cómic, KyöPelit, empezó en 1993. Aunque la revista haya empezado con cuatro plataformas de computadora, la cobertura de la Amiga, Commodore 64 y Atari ST fue reducida, ya que el mercado de aquellas plataformas había disminuido. Los cambios más notables del formato de la revista fueron la fundación de su publicación hermana en 1998 que se enfocaría en PlayStation, llamada Peliasema, y la posterior unión de las dos debido al crecimiento del mercado de consolas y el debilitamiento del mercado de juegos de PC.
La revista fue distribuida 11 veces al año por Sanoma Magazines, una división de Sanoma Group. El grupo vendió la revista a Fokus Media Finland el 1 de septiembre de 2014.
El editor en jefe de Pelit fue Tuija Lindén. Su personal incluía a Niko Nirvi y al caricaturista Wallu. Jyrki Kasvi pasó varios años como analista de juegos y columnista bajo el seudónimo Wexteen el hechicero, antes de entrar en la política y convertirse en miembro del parlamento finlandés entre 2003 y 2011. Las puntuaciones de las reseñas de Pelit están listadas en Metacritic.
La circulación de 2011 fue de 26.245 copias. La revista tuvo una circulación de 21.469 copias en 2013.